# Affaire Abdellah Boumezaar
 (avril 2025).
La mise en forme du texte ne suit pas les recommandations de Wikipédia : il faut le « wikifier ».
Les points d'amélioration suivants sont les cas les plus fréquents :
- Les titres sont pré-formatés par le logiciel. Ils ne sont ni en capitales, ni en gras.
- Le texte ne doit pas être écrit en capitales (les noms de famille non plus), ni en gras, ni en italique, ni en « petit »…
- Le gras n'est utilisé que pour surligner le titre de l'article dans l'introduction, une seule fois.
- L'italique est rarement utilisé : mots en langue étrangère, titres d'œuvres, noms de bateaux, etc.
- Les citations ne sont pas en italique mais en corps de texte normal. Elles sont entourées par des guillemets français : « et ».
- Les listes à puces sont à éviter, des paragraphes rédigés étant largement préférés. Les tableaux sont à réserver à la présentation de données structurées (résultats, etc.).
- Les appels de note de bas de page (petits chiffres en exposant, introduits par l'outil «  Source ») sont à placer entre la fin de phrase et le point final[comme ça].
- Les liens internes (vers d'autres articles de Wikipédia) sont à choisir avec parcimonie. Créez des liens vers des articles approfondissant le sujet. Les termes génériques sans rapport avec le sujet sont à éviter, ainsi que les répétitions de liens vers un même terme.
- Les liens externes sont à placer uniquement dans une section « Liens externes », à la fin de l'article. Ces liens sont à choisir avec parcimonie suivant les règles définies. Si un lien sert de source à l'article, son insertion dans le texte est à faire par les notes de bas de page.
- La présentation des références doit suivre les conventions bibliographiques. Il est recommandé d'utiliser les modèles {{Ouvrage}}, {{Chapitre}}, {{Article}}, {{Lien web}} et/ou {{Bibliographie}}. Le mode d'édition visuel peut mettre en forme automatiquement les références.
- Insérer une infobox (cadre d'informations à droite) n'est pas obligatoire pour parachever la mise en page.

Pour une aide détaillée, merci de consulter Aide:Wikification.
Si vous pensez que ces points ont été résolus, vous pouvez retirer ce bandeau et améliorer la mise en forme d'un autre article.
 (mai 2025).
L'affaire d'Abdallah Boumezaar est un cas judiciaire marquant qui a captivé l'attention du public et des médias en 2012. Cette affaire est un double meurtre de deux gendarmes à Collobrières le 17 juin 2012. Abdallah Boumezaar, 30 ans au moment des faits avec déjà 9 condamnations pour violences sur policiers et stupéfiants, et maçon de profession, a été condamné à la peine maximale suite à ses crimes, la réclusion à perpétuité assortie d'une peine de sureté de 30 ans pour le meurtre de deux gendarmes. Il a déjà été condamné à 4 ans de prison pour "violences volontaires" contre des policiers qui avaient tenté de l'interpeller en 2004. Après cela, il fut attrapé dans une affaire de trafic de stupéfiants, qui lui a valu de passer six ans en détention, de mai 2005 à septembre 2011.
Ce jour là, le 17 juin 2012, les deux militaires avaient été appelées pour un cambriolage à Collobrières, à une quarantaine de kilomètres de Toulon. Elles s'étaient rendues dans le logement que le couple occupait depuis peu. Une rixe y avait éclaté, puis Abdallah Boumezaar avait abattu les deux jeunes femmes, avec l'arme de service de l'une d'elles. Sa compagne de l'époque, Inès Farhat, a été reconnue coupable de complicité dans le premier homicide, complicité que les deux accusés ont toujours niée.
Le 13 juin 2012, ce marginal de 30 ans, maçon, était passé en comparution immédiate devant le tribunal correctionnel de Toulon (Var) pour une affaire de violences sur ascendant. Les faits remontaient au 11 mai 2012, quand il avait levé la main sur sa mère, Djamila, à La Seyne-sur-Mer. L'auteur des faits qui selon sa mère se noyait dans l'alcool, était fou: «Il devient fou lorsqu'il boit de l'alcool» a-t-elle dit devant le tribunal. Les juges ont pris en compte dans son jugement, le fait qu'il a appris la mort de son père à sa sortie de prison. Il aurait souffert que sa mère ait passé ce décès sous silence alors qu'il était derrière les barreaux.
Détenu depuis environ un an à la prison de Château-Thierry (Aisne), Abdallah Boumezaar avait agressé un surveillant pénitentiaire. Les faits se sont produits lors d'une escorte pour le mener à la douche. C'est là que le détenu s'en est violemment pris à un surveillant, lui assénant un coup de couteau, une arme fabriquée artisanalement. Le surveillant est rentré des urgences avec 13 points de suture à la gorge et neuf jours d'ITT.
Abdallah Boumezaar se serait attaqué à ses codétenus de la prison de Grasse, en juin 2012. L'homme aurait tenté d'inciter les prisonniers à l'émeute. Mettant en avant sa "qualité" de tueur de flics, il a essayé de prendre en main la gestion de la vie quotidienne dans l'établissement pénitentiaire.
Le détenu a été condamné à deux ans ferme pour recel d'un téléphone portable et dégradation de sa cellule par incendie. Abdallah Boumezaar a incendié sa cellule en mettant le feu à son matelas. Il récidive après une première condamnation en 2008 pour des dégradations commises en prison. À l'audience, entouré par cinq policiers du GIPN, Abdallah Boumezaar a expliqué qu'il voulait prendre des nouvelles de sa famille au téléphone et qu'il avait incendié sa cellule car il ne supportait pas l'isolement.